# رودي ماكنزي (لاعب كرة قدم)
رودي ماكنزي (بالإنجليزية: Roddy McKenzie)‏ هو لاعب كرة قدم بريطاني في مركز حراسة المرمى، ولد في 8 أغسطس 1975 في بلزهيل ‏ في المملكة المتحدة. شارك مع منتخب اسكتلندا تحت 21 سنة لكرة القدم. أما مع النوادي، فقد لعب مع دونفرملين أثلتيك وكوين أوف ساوث ونادي ستنهاوسموير ونادي ليفينغستون وهارت أوف ميدلوثيان.

## وصلات خارجية
- رودي ماكنزي (لاعب كرة قدم) على موقع قاعدة بيانات كرة القدم.إي يو (الإنجليزية)
- رودي ماكنزي (لاعب كرة قدم) على موقع Soccerbase.com (لاعب) (الإنجليزية)